# معهد موسيقى
معهد الموسيقى هو كل مكان يساهم في تدريس وتعليم الفنون الجميلة وبالتحديد الموسيقى. وفي الجامعات، فإن درجة البكالوريوس في الفنون الجميلة تمنح لخريجي قسم الموسيقى.
معاهد الموسيقى بشكل عام هي إما معاهد متخصصة بالموسيقى، الغناء والعزف، وإما أقسام في كليات الفنون الجميلة في الجامعات، وكلاها تمنح درجة البكالوريوس والماجستير للدارسين فيها.
تدرس الموسيقى العالمية والموسيقى العربية بحيث يتخرج الطالب كعازف لواحدة من آلات الأوركسترا السيمفونية أو آلات الموسيقى التقليدية العربية (العود والقانون والناي)، وآلة ثانوية أخرى، هذا بالإضافة إلى المواد والموضوعات النظرية والتطبيقية الأخرى التي تدعم الطالب الدارس ليتخصص في الموسيقى.
أما في بعض المعاهد والجامعات الأخرى، فهي متخصصة أكثر، وتنقسم إلى:
- قسم للفنون المسرحية.
- قسم للـسينما.
- قسم للموسيقى العربية.
- قسم لرقص للـباليه.